# Ventrivomer
Genre
Synonymes
- Angistrisoma Mello-Leitão, 1943

Ventrivomer est un genre d'opilions laniatores de la famille des Cranaidae.

## Distribution
Les espèces de ce genre se rencontrent en Équateur et en Bolivie.

## Liste des espèces
Selon World Catalogue of Opiliones (12/08/2021) :
- Ventrivomer ancyrophorus (Butler, 1873)
- Ventrivomer atroluteus (Roewer, 1932)
- Ventrivomer fuscus (Roewer, 1932)

## Publication originale
- Roewer, 1913 : « Die Familie der Gonyleptiden der Opiliones-Laniatores [Part 2]. » Archiv für Naturgeschichte, sér. A, vol. 79, no 5, p. 257–472 (texte intégral).